# Ejnar Mikkelsen Fjeld
Der Ejnar Mikkelsen Fjeld ist ein grönländischer Berg im Distrikt Ittoqqortoormiit in der Kommuneqarfik Sermersooq.

## Geografie
Der Berg befindet sich im Watkins-Gebirge in Kong Christian IX Land zwischen dem Kronborg Gletsjer im Westen und einem unbenannten Gletscher im Osten. Der Berg hat eine Höhe von 3325 m.

## Geschichte
Der Berg wurde während der Siebten Thule-Expedition zu Ehren von Ejnar Mikkelsen benannt. Die Erstbesteigung fand 1970 durch Andrew Ross, Graham Williams, Nigel Robinson und Peter Lewis statt.